# Federico Alessandrini
Federico Alessandrini (* 5. August 1905 in Recanati; † 2. Mai 1983 in Rom) war ein italienischer Journalist.
Er kam 1930 zum L’Osservatore Romano. 1946 wurde er Chefredakteur von Il Quotidiano. 1950 kehrte er zum L’Osservatore Romano zurück und stieg dort bis zum stellvertretenden Direktor auf. Weiter war er auch Redakteur des L’Osservatore della Domenica.
Von 1970 bis 1976 war Alessandrini, der seit seiner Studienzeit mit Giovanni Battista Montini befreundet war, Direktor des Presseamts des Heiligen Stuhls.